# Лонгре
Лонгре́ (фр. Longré) — коммуна во Франции, находится в регионе Пуату — Шаранта. Департамент — Шаранта. Входит в состав кантона Вильфаньян. Округ коммуны — Конфолан.
Код INSEE коммуны — 16190.
Коммуна расположена приблизительно в 370 км к юго-западу от Парижа, в 70 км юго-западнее Пуатье, в 45 км к северу от Ангулема.

## Население
Население коммуны на 2008 год составляло 220 человек.
| 1962 | 1968 | 1975 | 1982 | 1990 | 1999 | 2008 |
| ---- | ---- | ---- | ---- | ---- | ---- | ---- |
| 346  | 325  | 355  | 323  | 251  | 219  | 220  |

## Экономика
В 2007 году среди 127 человек в трудоспособном возрасте (15—64 лет) 76 были экономически активными, 51 — неактивными (показатель активности — 59,8 %, в 1999 году было 58,9 %). Из 76 активных работали 67 человек (36 мужчин и 31 женщина), безработных было 9 (4 мужчины и 5 женщин). Среди 51 неактивных 2 человека были учениками или студентами, 26 — пенсионерами, 23 были неактивными по другим причинам.

## Достопримечательности
- Усадьба Шерконне (XV век). Памятник истории с 1991 года[3]

## Фотогалерея
- Церковь
- Усадьба Шерконне
- Бар